# Моабитская тетрадь (фильм)
«Моаби́тская тетра́дь» — советский художественный фильм о татарском поэте Мусе Джалиле.

## Сюжет
Фильм о татарском поэте Мусе Джалиле. Во время Любанской наступательной операции Великой Отечественной войны Джалиль, получив ранение, попадает в плен к немцам. В немецком концентрационном лагере он пытается организовать подпольную антифашистскую организацию, но в результате предательства со стороны недругов снова попадает в застенки — на этот раз в берлинскую тюрьму Моабит. Его приговаривают к смертной казни.
В ожидании исполнения приговора Муса Джалиль пишет стихи, наполненные духом патриотизма и отваги. Моабитская тетрадь — это блокнот, в который он украдкой от тюремных надзирателей записывал свои стихи.

## Создатели фильма

### В ролях
- Пётр Чернов — Муса Джалиль
- Азгар Шакиров — Абдула Алишев
- Рафкат Бикчентаев — Шафи Алмаз
- Айварс Богданович — Андре Тиммерманс
- Хавза Мингашудинова — мадам Идриси
- Лаймонас Норейка — Розенберг
- Анатолий Шведерский — Казимеж
- Ильдар Хайруллин — Зайни
- Дмитрий Барков — Манфредини
- Виктор Колпаков — надзиратель
- Стяпонас Космаускас — Юрытко
- Александр Михайлов — Унгляуб
- Сергей Свистунов — немецкий капитан
- Виталий Матвеев — осуждённый (нет в титрах)

### Съёмочная группа
- Авторы сценария: Владимир Григорьев, Эдгар Дубровский, Сергей Потепалов
- Режиссёр: Леонид Квинихидзе
- Оператор: Вячеслав Фастович
- Художник: Александр Блэк
- Композитор: Владислав Успенский
- Звукооператор: Ирина Волкова